# 徐融
徐融（9世纪—10世纪），五代十國杨吴齐王徐知诰幕府參謀，後得罪徐知诰與宋齊丘，被知诰暗殺。著有《帝王指要》三卷，《徐融集》一卷。

## 簡介
不知何地人。杨吴权臣齐王徐知诰秉国政，徐融与宋齐丘、王令谋、王翃、曾禹、张洽、孙饬等同为徐知诰宾客，刚方率直，很少曲意徇私，身处齐王幕府，其实心向杨氏。
徐知诰有篡位之心，想说服僚属。一日大雪，酒酣，徐知诰说行酒无以为乐，取雪之意，与合古人姓名者为酒令。于是他先举酒杯说：“雪下纷纷，便是白起。”宋齐丘接着说：“着屐登阶（一作“著屐过街”），必须雍齿。”徐融意欲揶揄知诰，立刻说：“诘朝日出（一作“明朝日出”），争奈萧何！”（蕭何意為「消何」，太陽出來，無奈雪融消了）徐知诰大怒，又因听信宋齐丘谗言，当夜抓捕徐融用竹笼投于江中溺死，从此与知誥谋划的只剩宋齐丘了。
徐融诗作《夜宿金山》残句：“淮船分蚁队，江市聚蝇声。”